# Арелатське королівство
Арелатське королівство (лат. Regnum Arelatense), також відоме як Арелат — середньовічна монархічна держава, заснована у 933 році шляхом злиття Верхнього та Нижнього Бургундських королівств за короля Рудольфа II. Королівство отримало назву на честь його столиці в Арлі. Також відоме як Королівство обох Бургундій, або як Друге Бургундське королівство, на відміну від Першого Бургундського королівства (Королівства бургундів).
Його територія простягалася від Середземного моря до Верхнього Рейну на півночі, приблизно відповідаючи сучасним французьким регіонам Прованс — Альпи — Лазурний Берег, Рона-Альпи та Франш-Конте, а також західній Швейцарії. Управлялось незалежними королями з династії Вельфів до 1032 року, після чого було включене до складу Священної Римської імперії.
У період з XI до кінця XIV століття від території Арелатського королівства відокремилось кілька частин, а саме Прованс, Віваре, Ліоне, Дофіне, Савойське графство, Вільне Бургундське графство (Франш-Комте) та частини західної Швейцарії.
На початку 1378 року влада над тим, що залишилось від Арелатського королівства була дарована імператором Карлом IV дев'ятирічному французькому дофіну Карлу (майбутньому королю Карлу VI) з нагоди візиту імператора до Парижа. 

## Каролінгська Бургундія

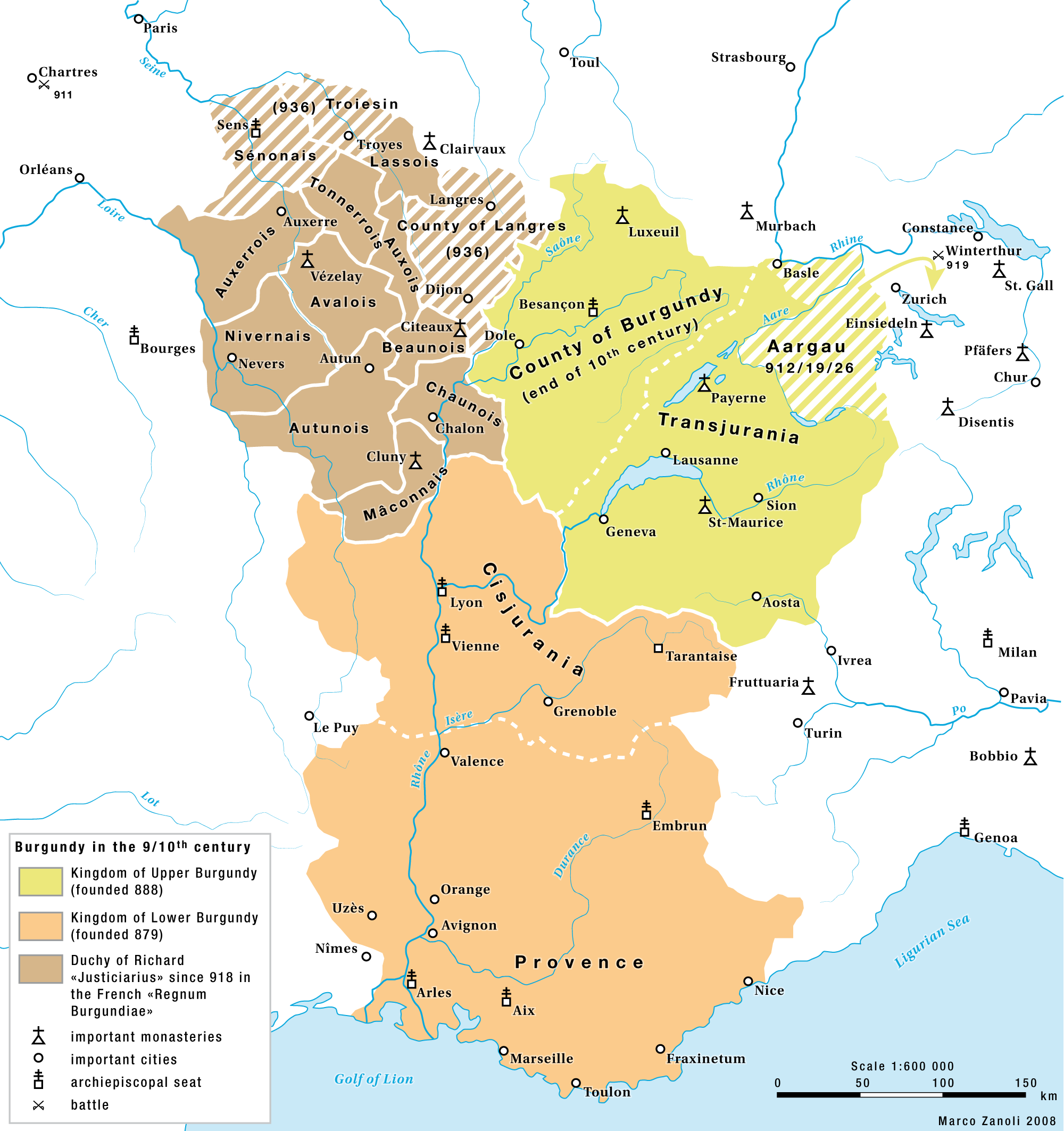
Три частини Королівства Бургундія, прибл. 900 рік:
Верхня Бургундія
Нижня Бургундія
Бургундське герцогство під владою Річарда Справедливого

З часу підкорення франками в 534 році Бургундського королівства, його територія знаходилася під владою спочатку Франкського королівства, а згодом Каролінзької імперій. У 843 році троє вцілілих синів імператора Людовика Благочестивого, який помер у 840 році, підписали Верденський договір, який розділив між ними імперію Каролінгів: колишнє Бургундське королівство увійшло до Середнього Франкського королівства імператора Лотаря I, за винятком території пізнішого Бургундського герцогства, яке увійшло до складу Західної Франкії короля Карла Лисого. Король Людовик Німецький отримав Східну Франкію, що охоплювала територію на схід від річки Рейн.
Незадовго до своєї смерті в 855 році імператор Лотар I, у свою чергу, розділив свої володіння між трьома синами відповідно до Прюмського договору. Нижня Бургундія і Прованс дістались його молодшому сину Карла Прованського (845—863), а Верхня бургудія потрапила в склад Лотаринзького королівства середнього сина Лотара II, що в 869 році помер без нащадків. В 870 році його дядьки Карл Лисий та Людовик Німецький за Мерсенським договором 870 року розділили його територію. Верхня Бургундія, що розташовувалась на північ від Юрських гір (Трансюранська Бургундія), дісталась Людовику Німецькому, а решта — Карлу Лисому. До 875 року всі сини Лотара I померли без спадкоємців, а інші бургундські території контролював Карл Лисий.
У розгубленості після смерті сина Карла Людовіка II Заїки у 879 року граф Західної Франкії Бозо Прованський заснував Королівство Нижньої Бургундії (Цис'юранська Бургундія) в Арлі. У 888 році, після смерті імператора Карла Товстого, сина Людовика Німецького, Рудольф Осерський, граф Бургундії, заснував Королівство Верхня Бургундія в Сен-Морісі, що включало Бургундське графство, на північному заході Верхньої Бургундії.
У 933 р. Гуго Арльський поступився Нижньою Бургундією Рудольфу II з Верхньої Бургундії в обмін на те, що Рудольф відмовився від своїх претензій на італійський престол. Рудольф об'єднав Верхню і Нижню Бургундію, утворивши Арелатське королівство (Арелат). У 937 році Рудольфа змінив його син Конрад Мирний. Спадкові претензії Гуго Арльського були відхилені за підтримки імператора Оттона I.
У 993 році Конрада змінив його син Рудольф III, який у 1006 році був змушений підписати договір про успадкування своїх володінь на користь майбутнього імператора Генріха II. Рудольф намагався відмовитись від договору в 1016 році, проте безуспішно.

## Імперський Арелат
У 1032 році Рудольф III помер без жодного пережившего його спадкоємця і королівство перейшло згідно з договором 1006 року наступнику Генріха, імператору Конраду II із Салічної династії та було включено до складу Священної Римської імперії, хоча і зберегло певний рівень автономії. Хоча з того часу імператори носили титул «король Арелату», мало хто йшов на коронування в собор Арля. Винятком став Фрідріх Барбаросса, що був коронований королем Бургундії архієпископом Арля в 1178 році.
Хоча королівство формально залишалося окремою одиницею імперії, фактично воно втратило самостійність, ставши володінням імператорів. У той самий час центральна влада країни різко ослабла, і Бургундія розпалася кілька напівнезалежних князівств. Подальше роздроблення призвело до перетворення цих володінь на кілька десятків графств, єпископств, сеньйорій і вільних міст біля королівства.
До кінця XII століття найбільшого впливу в регіоні набули пфальцграфи Бургундії та графи Савойї на півночі держави, дофіни В'єннські та графи Провансу на півдні. Фактично стали незалежними князівствами єпископства Базеля, Лозанни, Женеви та Сьона. Одночасно почалося проникнення на територію королівства іноземних монархій: Авіньйон і Валентинуа потрапили під владу графів Тулузи, у центральній та північній Швейцарії зміцнилися Церингени, що носили титул «ректорів Бургундії», а в Провансі з 1130 року почала правити молодша лінія короля.
У 1246 Прованс успадкував французький принц Карл I Анжуйський, що остаточно вивело цю територію з орбіти впливу імперії. Остання коронація німецьких імператорів королями Бургундії в Арлі відбулася 1365 року.
У період з XI до кінця XIV століття від території Арелатського королівства відокремилось кілька частин, а саме Прованс, Віваре, Ліоне, Дофіне, Савойське графство, Вільне Бургундське графство (Франш-Комте) та частини західної Швейцарії. Вільне Бургундське графство в 1190 році  як придане дружини перейшло під управління імператора Фрідріха I Барбаросси з дому Гогенштауфенів, а східні частини Верхньої Бургундії потрапили під володіння династії Церінгенів. Пізніше, коли лінія Церінгенів вимерла, ці землі успадкували Габсбурги. Більша частина території Нижньої Бургундії була поступово включена до складу Французького королівства — Прованське графство потрапило до Анжу-Сицилійської династії в 1246 році (і, відтак, до французької корони в 1481 році), у 1313 році граф Амадей V Великий офіційно отримав для Савої статус прямої імперської підпорядкованості від імператора Генріха VII, Дофіне було продано королю Франції Філіпу VI в 1349 році дофіном Юмбером II.
4 червня 1365 року Карл IV став останнім імператором, який був коронованим в Арлі титулом «король Арелату», після майже двохсотрічної паузи після попередньої коронації в Арлі Фрідріха I у 1178 році.
На початку 1378 року влада над Арелатським королівством була дарована імператором Карлом IV пожиттєво (без права успадкування) дев'ятирічному Карлу VI, тодішньому французькому дофіну з нагоди візиту імператора до Парижа.

## Спроби відновлення королівства
Незважаючи на постійний поєднання титулу з Римським королем, Арелат кілька разів розглядався для відновлення як окрема держава. Найсерйозніший випадок був за часів Папи Миколая III за сприяння Карла Анжуйського. Між 1277 і 1279 роками Карл, на той час уже король Сицилії, король римлян і претендент на імператорську корону Рудольф Габсбург та королева Франції Маргарита Прованська вирішили свою суперечку щодо графства Прованс разом із претензією Рудольфа стати єдиним кандидатом на імперський престол. Рудольф погодився, що його дочка Клеменція Австрійська вийде заміж за онука Карла, Карла Мартела Анжуйського і отримає в якості посагу імперські претензії на Арелат. Взамін Карл посприяє тому, щоб імператорська корона стала спадковою в династії Габсбургів. В свою чергу, папа Миколай очікував, що Італійське королівство в північній Італії буде виокремлено з імперської території і передано у спадкове володіння його родині Орсіні. У 1282 році Карл був готовий відправити дитячу пару для повернення старого королівського титулу королів Арелату, але повстання Сицилійська вечірня та подальша війна з арагонцями, що вторглись на Сицилію зірвала його плани.